# Хрістіан Африканер
Хрістіан Африканер (до 1820 — 15 червня 1863) — 5-й верховний вождь орлама в 1861—1863 роках.

## Життєпис
Походив з роду Африканер. Старший син Йонкера Африканера, верховного вождя орлама, та Бетьє Буе. Народився до 1820 року в Бетані. Вже у 20 років став відомий своєю звитягою. Водночас мав гарні відносини з христіанськими місіонерами. Допомагав протягом 1840—1850-х років контролювати гереро.
1861 року успадкував владу над орлама. Невдовзі гереро за допомоги шведського торгівця Андерсена повстали проти його влади. У 1863 році атакував в Очимбінгве Магареро, вождя гереро, що оголосив незалежність, проте Африканер зазнав поразки й загинув. Владу успадкував його брат Ян Йонкер Африканер.